# Ardisia congesta
Ardisia congesta är en viveväxtart som beskrevs av Ridley. Ardisia congesta ingår i släktet Ardisia och familjen viveväxter. Inga underarter finns listade i Catalogue of Life.